# Onthophagus peyrierasi
Onthophagus peyrierasi är en skalbaggsart som beskrevs av Renaud Maurice Adrien Paulian 1985. Onthophagus peyrierasi ingår i släktet Onthophagus och familjen bladhorningar. Inga underarter finns listade i Catalogue of Life.